# Пол Хуя
По́л Хуя́ (англ. Paul Huia; 1 березня 1983, Онтонг-Джава, Соломонові Острови) — футболіст з Соломонових Островів, воротар. Перший в світі гравець, що брав участь у матчах збірних своєї країни з трьох різних видів футболу.

## Життєпис
Пол Хуя народився на атолі Онтонг-Джава в провінції Малаїта. З дитинства хлопець займався регбі, а його поява у футболі стала звичайною випадковістю. Тренер юнацької збірної з футболу Ноель Вагапу запропонував комусь з 17-річних регбістів спробувати себе у воротах його команди, адже голкіпер збірної не з'явився на тренування. Більшість хлопців відгукнулися на пропозицію, однак Пол був найпершим, завдяки чому йому і обрали.
Першим серйозним змаганням для Хуї став Чемпіонат світу з пляжного футболу 2006, що відбувся в Бразилії. У дебютному поєдинку острів'яни сенсаційно перемогли збірну Камеруну (5:2), проте у двох наступних зазнали нищівних поразок від Уругваю (5:10) та Португалії (2:14). У підсумку збірна Соломонових Островів посіла третє місце у групі та припинила змагання. Пол Хуя з'являвся на полі в усіх трьох матчах.
У національному чемпіонаті голкіпер захищав кольори клубу "Анклз", а 2010 року перейшов до лав однієї з найсильніших команди країни - «Соломон Ворріорз», у складі якої двічі здобував "золото" та одного разу срібні нагороди  чемпіонату. Паралельно брав участь у футзальних змаганнях, здобувши "срібло" з «Брізолоною», визнавався найкращим голкіпером чемпіонату.

## Досягнення
Футбол
- Чемпіон Соломонових Островів (2): 2011/12, 2012/13
- Срібний призер чемпіонату Соломонових Островів (1): 2010/11

Футзал
- Срібний призер чемпіонату Соломонових Островів (1): 2011[1]
- Найкращий воротар чемпіонату Соломонових Островів (1): 2011[1]

## Цікаві факти
- У серпні 2018 року Пол Хуя став широко відомим в Росії через співзвучність свого прізвища з нецензурною лайкою. Співробітники Роскомнагляду звернулися до генерального директора порталу Sports.ru з проханням замінити у своїх матеріалах прізвище футболіста на більш милозвучне[2]. Дмитро Навоша зазначив, що не має наміру виконучати подібні розпорядження, однак, зрештою, прізвище у скандальній статті змінили на Хуіа.